# やすともの恋愛島
『やすともの恋愛島』（やすとものれんあいじま）は、朝日放送テレビ（ABCテレビ）にて2019年10月6日より放送されたバラエティ番組である。レギュラー放送開始前の2019年6月23日23:20 - 翌0:15に特番として『やすともの恋愛島〜極限LOVEサバイバル〜』が放送された。
シーズン2の終了をもって、単独番組としては2020年3月22日までで放送終了となる。同年4月5日からの同時間帯は、過去2回特別番組として放送された『山里亮太のまさかのバーサーカー』がレギュラー化して放送されている。
シーズン3以降は、同年4月2日からナイトinナイト木曜枠で開始された『やすとものいたって真剣です』の番組内コーナーとして半年間継続されていた。

## 概要
本番組は、恋愛ができずに悩む男女が無人島でサバイバル生活をすることから始まる。この無人島から脱出する唯一の方法は恋人を見つけること。MCの海原やすよ・ともこたち出演者はスタジオでロケVTRを観賞しつつ、恋愛模様にツッコミを入れながら見届ける。

## 出演者

### 特番
MC
- 海原やすよ・ともこ

恋愛ナビゲーター
- トット（多田智佑・桑原雅人）

ゲスト
- 高橋ユウ
- 大倉士門

ナレーター
- 古川昌希（朝日放送テレビアナウンサー）
- 斎藤真美（朝日放送テレビアナウンサー）
- 佐藤修平（朝日放送テレビアナウンサー）

### レギュラー
MC
- 海原やすよ・ともこ

ナビゲーター
- トット（多田智佑・桑原雅人、シーズン1・1話 - 4話）
- スマイル（瀬戸洋祐・ウーウェイよしたか、シーズン1・5話 - 10話）
- 祇園（木﨑太郎・櫻井健一朗、シーズン2）

パネラー
- 高橋ユウ（シーズン1）
- 大倉士門（シーズン1）
- 西銘駿（シーズン1・5話 - 10話）
- ゆきぽよ（シーズン2・1話 - 2話）
- ダレノガレ明美（シーズン2・3話 - 10話）
- JOY（シーズン2・1話 - 6話）
- 山田親太朗（シーズン2・7話 - 10話）

ゲスト
- 西田幸治（笑い飯、シーズン2・10話）

ボイスナビゲーター
- 北澤ゆうほ(the peggies)

ナレーター
- 梅本尚太

## 放送リスト

### 特番
| # | 放送日        | 内容                                                           | 恋愛ナビゲーター | スタジオゲスト     | 備考 |
| - | ------------- | -------------------------------------------------------------- | ---------------- | ------------------ | ---- |
| 1 | 2019年6月23日 | 「本当の恋をしたい…」そう願う8人の男女が無人島で極限サバイバル | トット           | 高橋ユウ、大倉士門 |      |

## ルール

### 特番
男性4名、女性4名の計8名が無人島で2泊3日の共同生活をする。期間中、メンバーたちの荷物はすべて没収となり、恋の独り言を投稿できる「LOVEスマホ」が手渡される。また島内に唯一ある非常用テントには水や救急箱などが備えられている。メンバーたちは自分の「LOVEスマホ」に告白解禁の通知が来ると告白可能となり、カップルが成立すると、無人島から脱出できるが、体調不良などの不測の事態により途中で脱落となることもある。男性3名が告白し、3組のカップルが成立した。

### レギュラー

#### シーズン1
男性4名、女性4名の計8名が無人島で3泊4日の共同生活をするが、シーズン1では強制恋愛がルールに定められる。毎朝（1日目は無人島到着後）行われるくじ引きにより、男女それぞれの抽選箱から同じ色のペンダントを引き当てた男女が強制的にカップルとなり、その日のサバイバル生活を送らなければならない。また各カップルごとにペンダントと同じ色のボックスが毎朝支給される。ボックスの中身は全カップル共通のアイテムであるナイフ・マッチ・ブルーシートの他に、各カップルごとに異なる少量の主食とサバイバル生活に必要な道具が入っている。また安全のために2時間に1回の水分補給が強制となる。3日目は強制ダブルデートのルールが追加された。最終日に3日間の強制恋愛でカップルとなった相手の中から告白できる。男性3名が告白し、1組のカップルが成立した。

#### シーズン2
男性6名、女性3名の計9名が無人島で3泊4日の共同生活をするが、シーズン2では強制脱落恋愛がルールに定められる。女性3名の話し合いにより毎晩男性が1名ずつ脱落していく。島内では支給された水と食材と道具（テント・モリ・ナイフ・ブルーシート・マッチなど）のみ使用できる。2日目と3日目に番組からスペシャルアイテム獲得の企画が実施された。2日目は「謎解きマッチクイズ」で、解けた男性1人が離れ小島まで好きな女性を誘いボートデート出来るというもの。小島にてチョコレートをゲットした。3日目は「鶏を手掴み」で、放たれた鶏を捕まえた男性1人が3人の女性からキスしてもらうというもの。番組から鶏料理が差し入れされた。最終日のみ告白可能で、最後まで残った男性3名全員が告白し、1組のカップルが成立した。

## スタッフ

### 特番
- 構成：鈴木一史、田中亮治
- ブレーン：やまだともカズ
- CAM：松岡俊樹、川崎拓真、香月崇志、岩井笙太、村井勇仁
- ドローン撮影：錦戸浩司
- VE：丸尾恵介
- LD：細川圭吾（朝日放送テレビ）
- MIX：清水俊孝（朝日放送テレビ）
- AUD：山本耕之
- EED：松元篤史・坂上莉奈（共に東通インフィニティー）
- MA：佐々木一樹、仲加容子
- 美術：小林沙奈美（朝日放送テレビ）
- 番組宣伝：衣川淳子（朝日放送テレビ）
- デスク：岡由子（朝日放送テレビ）
- 美術協力：まいど、東京衣裳、ビーム
- 協力：バックアップメディア、ユーロック、東通インフィニティー、アイネックス
- 特別協力：LOGOS
- サバイバル監修：群馬のランボー・土田貴弘、カメ五郎
- AD：田中佑典
- ディレクター：好川狩夢・前田健太（共に朝日放送テレビ）、宇都宮伊織（バックアップメディア）、平野智也（ユーロック）
- チーフディレクター：中村光（朝日放送テレビ）
- プロデューサー：山口正紘（朝日放送テレビ）、後藤ちあき（吉本興業）
- 制作協力：吉本興業
- 制作著作：朝日放送テレビ

### レギュラー
- 構成：やまだともカズ、鈴木一史、田中亮治
- リサーチ：上田まさる
- SW：錦戸浩司
- VE：丸尾恵介、山口順久、下村剛司
- CAM：香月崇志、松岡俊樹、高橋紀之、松本涼介、山本久
- CA：村田雄哉、岡谷藍、名河内莉央、村井勇仁
- LD：重国裕治、宮ノ原祐俊、濱名紘輔、ライズアップ
- MIX：清水俊孝、山本耕之、松本智、坂本宗之、小谷真央、牛越大輔、滝川毅
- EED：澤田全起・前橋麻希・林香奈・垣見悠斗・野崎隼人（アイネックス）、宇田周人・中野亜海（イングス）
- SE：黒澤秀一
- MA：川口晃平
- 美術：小林沙奈美
- 番組宣伝：衣川淳子
- デスク：岡由子
- 美術協力：まいど、京阪商会、つむら工芸、ビーム
- 編成：石橋義史、坂本慎吾
- SNS：伊藤健太
- 協力：バックアップメディア、一歩本舗、ユーロック、東通企画、パワーステーション、ライズ・アップ、アイネックス、イングス、StudioNest、LOGOS
- サバイバル監修：群馬のランボー・土田貴弘、カメ五郎
- AP：西山扶三予（シーズン1・1話はプロデューサー）
- AD：中嶋聡美（一歩本舗）、太田遼、清貞浩介、榎木愛里（一歩本舗）
- ディレクター：加藤伸一（バックアップメディア）、土井長慶宗・前田健太・上本理恵（朝日放送テレビ）、空口一城（一歩本舗）、宇都宮伊織（バックアップメディア）、平野智也（ユーロック）
- チーフディレクター：中村光（朝日放送テレビ）
- プロデューサー：大橋洋平（朝日放送テレビ）、後藤ちあき（吉本興業）、西山狭三予
- 制作協力：吉本興業
- 制作著作：朝日放送テレビ

## 使用楽曲

### 特番
- オープニング曲
  - Base Ball Bear「恋する感覚-feat.花澤香菜」
- エンディング曲
  - SHISHAMO「恋する」

### レギュラー
- オープニング曲
  - the peggies「BABY!」
- 挿入曲[注 4]：the peggies「BABY!」「ネバーランド」「DIVE TO LOVE」「ドリーミージャーニー」「かみさま」「サマラブ超特急」「マイクロフォン」「君のせい」「花」「青春なんかに泣かされて」「スタンドバイミー」「恋の呪い」「LOVE TRIP」「最終バスと砂時計」「ずっと」「そうだ、僕らは」（エピックレコードジャパン）
- エンディング曲
  - 鹿乃「ルカルカ☆ナイトフィーバー」（インペリアルレコード、シーズン1）
  - 藤本あかり「負けないでね」（ユニバーサルミュージック、シーズン2）

## 放送局・配信元
放送局（レギュラー放送）
| 放送対象地域 | 放送局                   | 系列           | 放送日時（JST）              | 放送期間                        | ネット状況 | 備考   |
| ------------ | ------------------------ | -------------- | ---------------------------- | ------------------------------- | ---------- | ------ |
| 近畿広域圏   | 朝日放送テレビ（ABC TV） | テレビ朝日系列 | 日曜 23:10 - 23:35           | 2019年10月06日 - 2020年03月22日 | 制作局     | 制作局 |
| 鹿児島県     | 鹿児島放送（KKB）        | テレビ朝日系列 | 金曜 1:50 - 2:20（木曜深夜） | 2019年10月18日 - 2020年04月03日 | 遅れネット |        |
| 長崎県       | 長崎文化放送（NCC）      | テレビ朝日系列 | 火曜 0:45 - 1:18（月曜深夜） | 2019年10月22日 - 2020年04月07日 | 遅れネット |        |
| 石川県       | 北陸朝日放送（HAB）      | テレビ朝日系列 | 月曜 0:59 - 1:24（日曜深夜） | 2019年10月28日 - 2020年04月06日 | 遅れネット |        |
| 福島県       | 福島放送（KFB）          | テレビ朝日系列 | 日曜 0:35 - 1:00（土曜深夜） | 2019年11月10日 - 2020年04月19日 | 遅れネット |        |

不定期ネット局
- 広島ホームテレビ（HOME・広島県）- 火曜 0:55 - 1:55（2019年11月5日（4日【月曜深夜】））
- 琉球朝日放送（QAB・沖縄県）- 日曜 10:55 - 11:50（2019年11月10日）

配信元
- TVer